# Zomersneeuw
Zomersneeuw (Cladonia foliacea) is een korstmos uit de familie Cladoniaceae. 

## Kenmerken

### Uiterlijke kenmerken
Kenmerkend voor zomersneeuw zijn grote, geelgroene grondschubben. Zomersneeuw krult bij droogte om waardoor de gelig witte onderzijde zichtbaar wordt. Dit kleurt grote delen van het duin wit (vaak samen met groot duinsterretje en vals rendiermos). De randen van de grondschubben hebben geen sorediën, maar zijn regelmatig voorzien van zwarte ciliën (trilhaartjes). Podetiën (bekers of takjes) zijn meestal afwezig. Indien wel aanwezig zijn ze dun bekervormig met af en toe bleekbruine apotheciën.
Het heeft de volgende kenmerkende kleurreacties: K- or K+ (geel), C-, KC+ (gelig), P+ (rood) en UV-.

### Microscopische kenmerken
De asci zijn 8-sporig. De ascosporen zijn hyaliene, ellipsoid en 1-cellig.

## Verspreiding
In Nederland is het een vrij zeldzame soort en komt hij met name voor in de kustduinen.